# Nemesia fagei
Nemesia fagei is een spinnensoort in de taxonomische indeling van de bruine klapdeurspinnen (Nemesiidae).
Nemesia fagei werd in 1931 beschreven door Frade & Bacelar.